# Ulmerodes palpalis
Ulmerodes palpalis är en nattsländeart som beskrevs av Martin E. Mosely 1949. Ulmerodes palpalis ingår i släktet Ulmerodes och familjen kantrörsnattsländor. Inga underarter finns listade i Catalogue of Life.